# بن هیئورا
بن هیئورا (انگلیسی: Ben Hiura؛ زادهٔ ۲۵ ژانویهٔ ۱۹۴۳) بازیگر، و صداپیشه اهل ژاپن است.
از فیلم‌ها یا برنامه‌های تلویزیونی که وی در آن نقش داشته‌است می‌توان به گیوکین، بیگانه علیه نینجا اشاره کرد.